# 2012-es Indy Lights-szezon
A 2012-es Indy Lights-szezon a bajnokság 27. szezonja volt és a 11., amelyet az IndyCar rendezett. A 12 futamból álló széria március 24-én kezdődött  St. Petersburg-ban és szeptember 15-én ért véget az Auto Club Speedway aszfaltcsíkján. A bajnokságot az újonc Tristan Vautier nyerte meg.

## Versenynaptár
| Forduló | Dátum          | Hivatalos név                     | Versenypálya                 | Helyszín                | Pályarajz |
| ------- | -------------- | --------------------------------- | ---------------------------- | ----------------------- | --------- |
| 1       | március 24.    | St. Petersburg 100                | Streets of St. Petersburg    | St. Petersburg, Florida |           |
| 2       | április 1.     | Grand Prix of Alabama             | Barber Motorsports Park      | Birmingham              |           |
| 3       | április 15.    | Grand Prix of Long Beach          | Streets of Long Beach        | Long Beach, Kalifornia  |           |
| 4       | május 25.      | Firestone Freedom 100             | Indianapolis Motor Speedway  | Speedway, Indiana       |           |
| 5       | junius 2.      | Detroit Belle Isle Grand Prix     | Belle Isle                   | Detroit (Michigan)      |           |
| 6       | junius 15.     | Firestone Indy Lights 100         | Milwaukee Mile               | West Allis, Wisconsin   |           |
| 7       | junius 22.     | Sukup 100                         | Iowa Speedway                | Newton, Iowa            |           |
| 8       | július 7.      | Grand Prix of Toronto             | Exhibition Place             | Toronto                 |           |
| 9       | július 21.     | Edmonton 100                      | Edmonton City Centre Airport | Edmonton, Alberta       |           |
| 10      | augusztus 5.   | Grand Prix de Trois-Rivières      | Circuit Trois-Rivières       | Trois-Rivières, Quebec  |           |
| 11      | szeptember 1.  | Grand Prix of Baltimore           | Streets of Baltimore         | Baltimore, Maryland     |           |
| 12      | szeptember 15. | Auto Club Speedway Foundation 100 | Auto Club Speedway           | Fontana (Kalifornia)    |           |

| Magyarázat | Magyarázat |
| Ikon       | Pálya      |
| ---------- | ---------- |
|            | Ovál       |
|            | Utcai      |
|            | Épített    |

## Csapatok és versenyzők
| Csapat                        | #  | Versenyző           | Státusz | Forduló    |
| ----------------------------- | -- | ------------------- | ------- | ---------- |
| Sam Schmidt Motorsports       | 3  | Victor Carbone      |         | összes     |
| Sam Schmidt Motorsports       | 7  | Oliver Webb         | Újonc   | összes     |
| Sam Schmidt Motorsports       | 11 | Esteban Guerrieri   |         | összes     |
| Sam Schmidt Motorsports       | 77 | Tristan Vautier     | Újonc   | összes     |
| Team Moore Racing             | 2  | Gustavo Yacamán     |         | összes     |
| Team Moore Racing             | 22 | David Ostella       |         | összes     |
| Andretti Autosport AFS Racing | 26 | Carlos Muñoz        | Újonc   | összes     |
| Andretti Autosport AFS Racing | 27 | Sebastián Saavedra  |         | összes     |
| Bryan Herta Autosport         | 28 | Troy Castaneda      | Újonc   | 1–2        |
| Bryan Herta Autosport         | 28 | Nick Andries        | Újonc   | 3          |
| Bryan Herta Autosport         | 28 | Anders Krohn        |         | 4, 7       |
| Juncos Racing                 | 86 | João Victor Horto   | Újonc   | 1–2, 4     |
| Juncos Racing                 | 86 | Bruno Palli         | Újonc   | 12         |
| Juncos Racing                 | 86 | Chase Austin        | Újonc   | 7          |
| Juncos Racing                 | 87 | Chase Austin        | Újonc   | 4          |
| Team E                        | 17 | Brandon Wagner      |         | 4          |
| Belardi Auto Racing           | 4  | Jorge Goncalvez     |         | összes     |
| Belardi Auto Racing           | 9  | Alon Day            | Újonc   | 1–7        |
| Belardi Auto Racing           | 9  | Peter Dempsey       |         | 8–12       |
| Belardi Auto Racing           | 19 | Mike Larrison       | Újonc   | 4, 6–7, 12 |
| Brooks Associates Racing      | 8  | Alex Jones          | Újonc   | 1, 3       |
| Brooks Associates Racing      | 8  | Adderly Fong        | Újonc   | 11         |
| Fan Force United              | 24 | Armaan Ebrahim      | Újonc   | 1–5        |
| Fan Force United              | 24 | Bryan Clauson       |         | 6–7        |
| Fan Force United              | 24 | Stefan Wilson       |         | 12         |
| Fan Force United              | 42 | Emerson Newton-John | Újonc   | 4, 11      |
| Younessi Racing               | 15 | Peter Dempsey       |         | 4–5        |
| Younessi Racing               | 16 | Rodin Younessi      | Újonc   | 1, 5       |
| Jeffrey Mark Motorsport       | 76 | Juan Pablo Garcia   |         | összes     |
| Hillenburg Motorsports        | 20 | Darryl Wills        | Újonc   | 1–3        |

## Összefoglaló
| Forduló | Verseny        | Pole-pozíció       | Legyrorsabb kör    | Legtöbb élen töltött kör | Győztes            | Győztes                 | Listavezető        | Előny |
| Forduló | Verseny        | Pole-pozíció       | Legyrorsabb kör    | Legtöbb élen töltött kör | versenyző          | csapat                  | Listavezető        | Előny |
| ------- | -------------- | ------------------ | ------------------ | ------------------------ | ------------------ | ----------------------- | ------------------ | ----- |
| 1       | St. Petersburg | Tristan Vautier    | Tristan Vautier    | Tristan Vautier          | Tristan Vautier    | Sam Schmidt Motorsports | Tristan Vautier    | 13    |
| 2       | Barber         | Sebastián Saavedra | Sebastián Saavedra | Sebastián Saavedra       | Sebastián Saavedra | Andretti Autosport      | Tristan Vautier    | 5     |
| 3       | Long Beach     | Sebastián Saavedra | Victor Carbone     | Esteban Guerrieri        | Esteban Guerrieri  | Sam Schmidt Motorsports | Sebastián Saavedra | 1     |
| 4       | Indianapolis   | Gustavo Yacamán    | João Victor Horto  | Victor Carbone           | Esteban Guerrieri  | Sam Schmidt Motorsports | Esteban Guerrieri  | 14    |
| 5       | Belle Isle     | Oliver Webb        | Gustavo Yacamán    | Oliver Webb              | Gustavo Yacamán    | Team Moore Racing       | Esteban Guerrieri  | 17    |
| 6       | Milwaukee      | Tristan Vautier    | Tristan Vautier    | Tristan Vautier          | Tristan Vautier    | Sam Schmidt Motorsports | Tristan Vautier    | 3     |
| 7       | Iowa           | Tristan Vautier    | Esteban Guerrieri  | Tristan Vautier          | Esteban Guerrieri  | Sam Schmidt Motorsports | Esteban Guerrieri  | 14    |
| 8       | Toronto        | Victor Carbone     | Gustavo Yacamán    | Gustavo Yacamán          | Gustavo Yacamán    | Team Moore Racing       | Esteban Guerrieri  | 21    |
| 9       | Edmonton       | Carlos Muñoz       | Esteban Guerrieri  | Carlos Muñoz             | Carlos Muñoz       | Andretti Autosport      | Esteban Guerrieri  | 27    |
| 10      | Trois-Rivières | Tristan Vautier    | Tristan Vautier    | Tristan Vautier          | Tristan Vautier    | Sam Schmidt Motorsports | Esteban Guerrieri  | 7     |
| 11      | Baltimore      | Tristan Vautier    | Sebastián Saavedra | Tristan Vautier          | Tristan Vautier    | Sam Schmidt Motorsports | Tristan Vautier    | 11    |
| 12      | Fontana        | Sebastián Saavedra | David Ostella      | Carlos Muñoz             | Carlos Muñoz       | Andretti Autosport      | Tristan Vautier    | 8     |

## A bajnokság végeredménye
Pontrendszer
| Pozíció | 1. | 2. | 3. | 4. | 5. | 6. | 7. | 8. | 9. | 10. | 11. | 12. | 13. | 14. | 15. | 16. | 17. | 18.-24. | 25.+ |
| ------- | -- | -- | -- | -- | -- | -- | -- | -- | -- | --- | --- | --- | --- | --- | --- | --- | --- | ------- | ---- |
| Pont    | 50 | 40 | 35 | 32 | 30 | 28 | 26 | 24 | 22 | 20  | 19  | 18  | 17  | 16  | 15  | 14  | 13  | 12      | 10   |

| Poz. | Versenyző           | STP | BAR | LBH | INDY | DET | MIL | IOW | TOR | EDM | TRO | BAL | FON | Pont |
| ---- | ------------------- | --- | --- | --- | ---- | --- | --- | --- | --- | --- | --- | --- | --- | ---- |
| 1    | Tristan Vautier     | 1*  | 2   | 3   | 3    | 5   | 1*  | 4*  | 11  | 6   | 1*  | 1*  | 4   | 461  |
| 2    | Esteban Guerrieri   | 2   | 3   | 1*  | 1    | 7   | 3   | 1   | 6   | 3   | 4   | 3   | 3   | 453  |
| 3    | Gustavo Yacamán     | 6   | 4   | 10  | 4    | 1   | 8   | 2   | 1*  | 7   | 2   | 2   | 11  | 394  |
| 4    | Sebastián Saavedra  | 3   | 1*  | 2   | 5    | 6   | 2   | 13  | 2   | 2   | 9   | 10  | 14  | 383  |
| 5    | Carlos Muñoz        | 14  | 14  | 5   | 2    | 2   | 5   | 7   | 10  | 1*  | 3   | 11  | 1*  | 377  |
| 6    | Victor Carbone      | 5   | 5   | 4   | 6*   | 4   | 6   | 3   | 3   | 8   | 8   | Ni  | 5   | 340  |
| 7    | Oliver Webb         | 4   | 13  | 6   | 15   | 3*  | 12  | 12  | 5   | 4   | 5   | 6   | 8   | 310  |
| 8    | David Ostella       | 15  | 9   | 8   | 18   | 13  | 4   | 5   | 7   | 10  | 6   | 4   | 2   | 298  |
| 9    | Juan Pablo Garcia   | 7   | 8   | 7   | 11   | 9   | 11  | 14  | 8   | 9   | 10  | 9   | 10  | 260  |
| 10   | Jorge Goncalvez     | 11  | 10  | 9   | 12   | Ni  | 9   | 6   | 9   | 11  | 7   | 7   | 13  | 247  |
| 11   | Peter Dempsey       |     |     |     | 14   | 11  |     |     | 4   | 5   | 11  | 5   | 12  | 164  |
| 12   | Alon Day            | 12  | 6   | 11  | 8    | 8   | 7   | Ni  |     |     |     |     |     | 147  |
| 13   | Armaan Ebrahim      | 8   | 12  | 12  | 13   | 10  |     |     |     |     |     |     |     | 97   |
| 14   | Mike Larrison       |     |     |     | 9    |     | 13  | 11  |     |     |     |     | 9   | 80   |
| 15   | João Victor Horto   | 13  | 7   |     | 7    |     |     |     |     |     |     |     |     | 69   |
| 16   | Darryl Wills        | 10  | 11  | 15  |      |     |     |     |     |     |     |     |     | 54   |
| 17   | Chase Austin        |     |     |     | 10   |     |     | 8   |     |     |     |     |     | 44   |
| 18   | Bryan Clauson       |     |     |     |      |     | 10  | 10  |     |     |     |     |     | 40   |
| 19   | Troy Castaneda      | 9   | 15  |     |      |     |     |     |     |     |     |     |     | 37   |
| 20   | Anders Krohn        |     |     |     | 19   |     |     | 9   |     |     |     |     |     | 34   |
| 21   | Rodin Younessi      | 16  |     |     |      | 12  |     |     |     |     |     |     |     | 32   |
| 22   | Emerson Newton-John |     |     |     | 17   |     |     |     |     |     |     | 12  |     | 31   |
| 23   | Stefan Wilson       |     |     |     |      |     |     |     |     |     |     |     | 6   | 28   |
| 24   | Bruno Palli         |     |     |     |      |     |     |     |     |     |     |     | 7   | 26   |
| 25   | Adderly Fong        |     |     |     |      |     |     |     |     |     |     | 8   |     | 24   |
| 26   | Nick Andries        |     |     | 13  |      |     |     |     |     |     |     |     |     | 17   |
| 27   | Alex Jones          | Vi  |     | 14  |      |     |     |     |     |     |     |     |     | 16   |
| 28   | Brandon Wagner      |     |     |     | 16   |     |     |     |     |     |     |     |     | 14   |
| Poz. | Versenyző           | STP | BAR | LBH | INDY | DET | MIL | IOW | TOR | EDM | TRO | BAL | FON | Pont |

| Szín       | Eredmény                  |
| ---------- | ------------------------- |
| arany      | Győztes                   |
| ezüst      | 2. helyezett              |
| bronz      | 3. helyezett.             |
| zöld       | 4. hely 5. hely           |
| világoskék | 6–10. hely között         |
| sötétkék   | top 10-en kívül           |
| lila       | nem ért célba             |
| piros      | nem kvalifikált (DNQ, NK) |
| barna      | visszalépett (Vi, Wth)    |
| fekete     | kizárva (DSQ, Kiz)        |
| Fehér      | Nem indult (DNS, Ni)      |
| Fehér      | Verseny törölve (T)       |
| Üres       | Nem vett részt            |

| Jelmagyarázat |                                      |
| Félkövér      | Pole-pozíció                         |
| Dőlt          | Leggyorsabb kör a versenyen          |
| *             | Legtöbb élen töltött kör (1 pont)    |
| 1             | Időmérő törölve, nem járt bónuszpont |
|               | Újonc                                |

## Külső hivatkozások
- Az Indy Lights hivatalos weboldala Archiválva 2021. március 5-i dátummal a Wayback Machine-ben